# Patinatge de velocitat als Jocs Olímpics d'hivern de 1932 - 500 metres femenins
Als Jocs Olímpics d'Hivern de 1932 celebrats a la ciutat de Lake Placid (Estats Units d'Amèrica) es realitzà una prova de patinatge de velocitat sobre gel en una distància de 500 metres en categoria femenina. Aquesta prova formà part del programa de patinatge de velocitat als Jocs Olímpics d'hivern de 1932 com a esport de demostració.
La prova es disputà el dia 8 de febrer de 1932 a l'Estadi Olímpic de Lake Placid.

## Comitès participants
Hi participaren un total de 10 patinadores de 2 comitès nacionals diferents.
- Canadà (5)
- Estats Units (5)

## Resum de medalles
| Or          | Argent           | Bronze    |
| Jean Wilson | Elizabeth Dubois | Kit Klein |

## Resultats

### Primera ronda
Ronda 1
| Posició | Nom                 | Temps | Qual. |
| ------- | ------------------- | ----- | ----- |
| 1       | Lela Brooks-Potter  | 62.4  | Q     |
| 2       | Elsie Muller-McLave |       | Q     |
| 3       | Helen Bina          |       | Q     |
| 4       | Hattie Donaldson    |       |       |
| 5       | Geraldine Mackie    |       |       |

Ronda 2
| Posició | Nom              | Temps | Qual. |
| ------- | ---------------- | ----- | ----- |
| 1       | Jean Wilson      | 60.4  | Q     |
| 2       | Kit Klein        |       | Q     |
| 3       | Elizabeth Dubois |       | Q     |
| 4       | Dorothy Franey   |       |       |
| 5       | Florence Hurd    |       |       |

### Final
| Posició | Nom                 | Temps |
| ------- | ------------------- | ----- |
| 1       | Jean Wilson         | 58.0  |
| 2       | Elizabeth Dubois    |       |
| 3       | Kit Klein           |       |
| 4       | Lela Brooks-Potter  |       |
| 5       | Elsie Muller-McLave |       |
| 6       | Helen Bina          |       |